# Balbarda
Balbarda es una localidad española perteneciente al municipio abulense de La Torre, en la comunidad autónoma de Castilla y León. Está constituida como entidad local menor.

## Historia
A mediados del siglo XIX, el lugar, por entonces con ayuntamiento propio, del que también formaba parte Oco, contaba con una población censada de 220 habitantes. La localidad aparece descrita en el decimoquinto volumen del Diccionario geográfico-estadístico-histórico de España y sus posesiones de Ultramar de Pascual Madoz de la siguiente manera:

VALBARDA: l con ayunt. á el cual está agregado Oco, en la prov. y part. jud. de Avila (4 1/4 leg.), aud. terr de Madrid (20 1/4), c. g. de Castilla la Vieja (Valladolid 22). sit. en una abertura de las sierras de Gorriá y en lo mas alto de ella; le combaten con mas frecuencia los vientos del S. y N. y su clima es frio, padeciéndose por lo comun fuertes constipados, pulmonías y tercianas; tiene 34 casas pequeñas y malas; casa de ayunt. con local para escuela de primeras letras, dotada en 22 fan. de centeno que da el ayunt., y 150 rs. pagados por los padres de los 30 niños que a ella concurren: igl. parr. (La Asuncion de Ntra. Sra.) con curato de segundo ascenso y de provision ordinaria, de la que son anejos Oco y Sanchicorto: y en el centro de los 3 pueblos una ermita ayuda de parr. (Ntra. Sra. de los Remedios) en la que se dice la primera misa todos los dias festivos: el cementerio no perjudica la salud pública, y los -vec. se surten de aguas para sus usos y el de los ganados, de las de varios manantiales y regatos que hay próximos á la pobl. Confina el térm. N. Sanchorreja; E. Narrillos del Rebollar; S. Muñana y O. Sanchicorto y Grajos; comprende un cas. llamado Martin-Dominguez, el cual está sit. en el centro de un monte poblado de encinas; varios huertos donde se siembran algunas verduras y patatas, y una deh. titulada de Gorria, que tiene 2,478 obradas de tierra de á 400 estadales de á 15 cuartas castellanas cada uno: el terreno es flojo, pedregoso y en lo general de secano: se cultivan todos los años 29 obradas de 1.ª calidad y 10 de 2.ª; y de 3 en 3 912 de 3.ª; hay ademas 38 de prados de regadío, 52 de secano, 818 de monte alto, y 598 de montañas y pedregales que nada producen. caminos que dirigen á ios pueblos limítrofes en mal estado: el correo se recibe en la cab. del part. por el primero que se presenta á recogerlo. prod.: trigo, cebada, centeno, algarrobas, lino, legumbres y pastos; mantiene ganado lanar, vacuno y de cerda, y cria caza de conejos, liebres y perdices. pobl.: incluvendo á su anejo Oco, 52 vec., 220 alm. cap. prod.: 537,100. imp.: 21,484. ind.: 730. contr.: 2,555 17. presupuesto municipal 2,498 rs. que se cubren con 122 fan. de centeno y por reparto vecinal.
(Madoz, 1849, p. 262)

El municipio de Balbarda desapareció en 1975, año en que se fusionó con los de La Torre y Blacha.

## Demografía
| Gráfica de evolución demográfica de Balbarda entre 1842 y 1970 |
| |
| Población de derecho según los censos de población del INE. Población de hecho según los censos de población del INE.En este censo se denominaba Balbarda y Ocó: 1842. Entre el censo de 1857 y el anterior, crece el término del municipio porque incorpora a Sanchicorto. Entre el censo de 1981 y el anterior, este municipio desaparece porque se integra en el municipio La Torre. |

Evolución de la población en el siglo XXI
| Gráfica de evolución demográfica de Balbarda entre 2000 y 2023     |
|                                                                    |
| Población de derecho (2000-2020) según el padrón municipal del INE |

## Galería

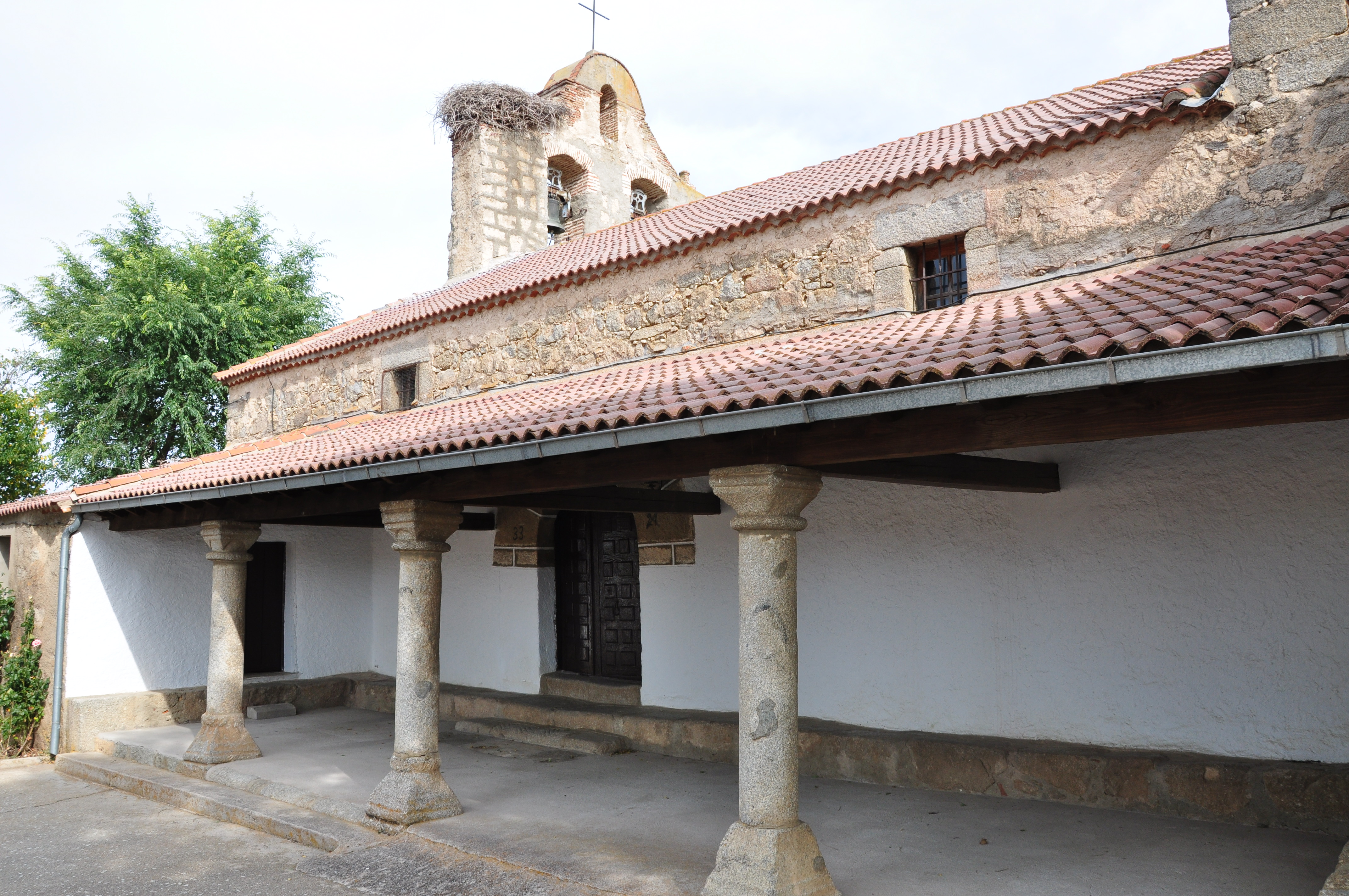
Iglesia parroquial
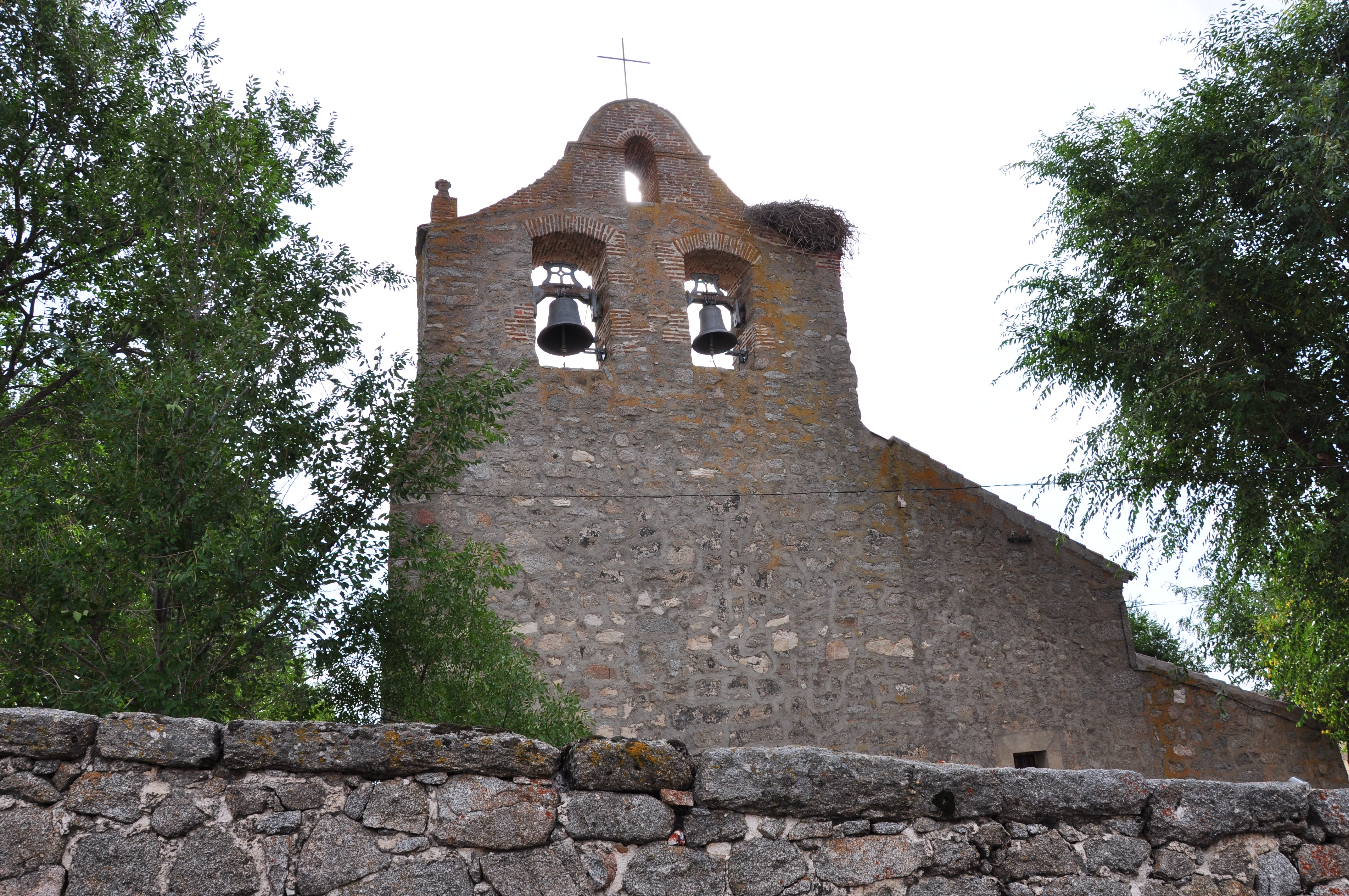
Espadaña de la iglesia parroquial
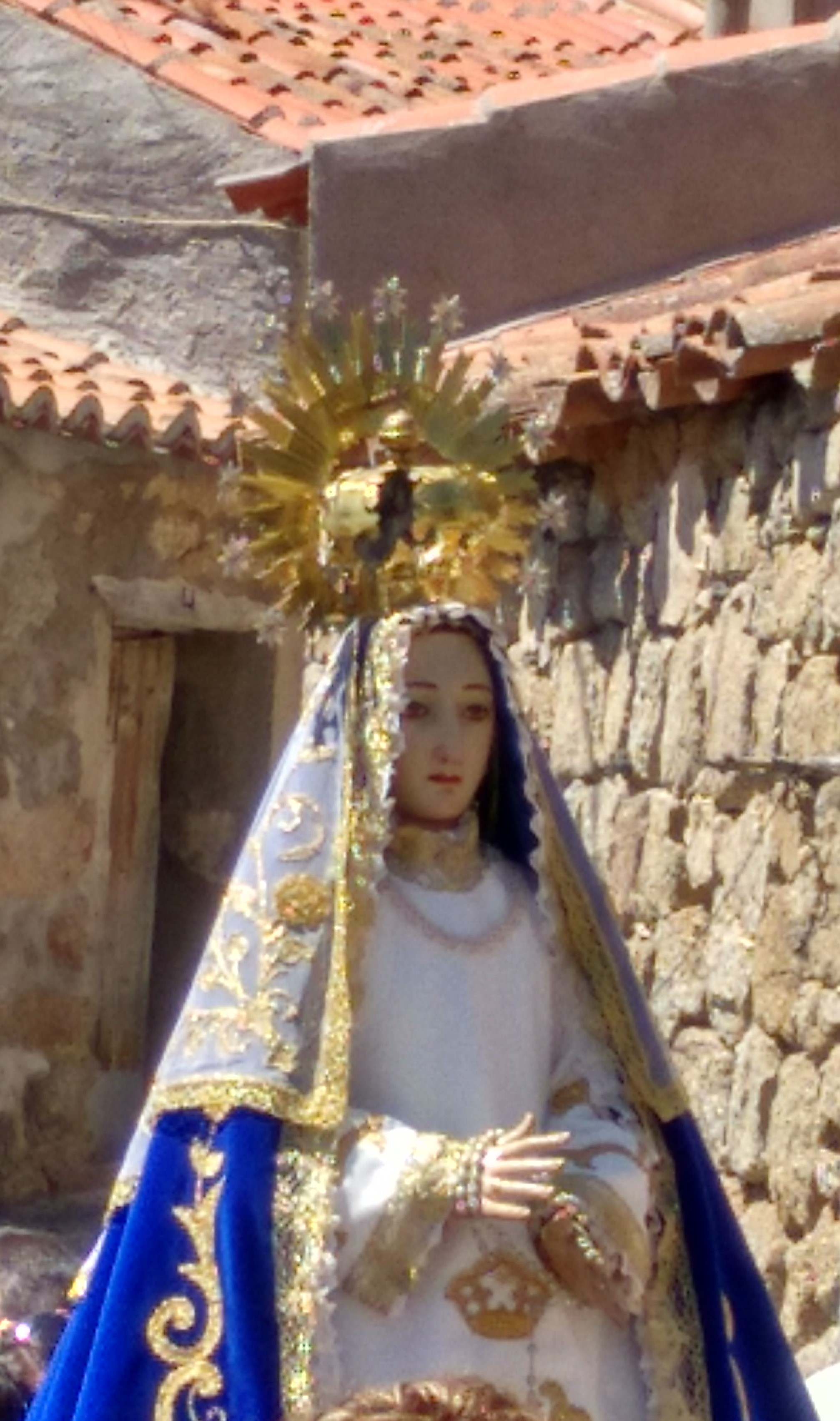
Virgen de los Remedios, patrona de la localidad
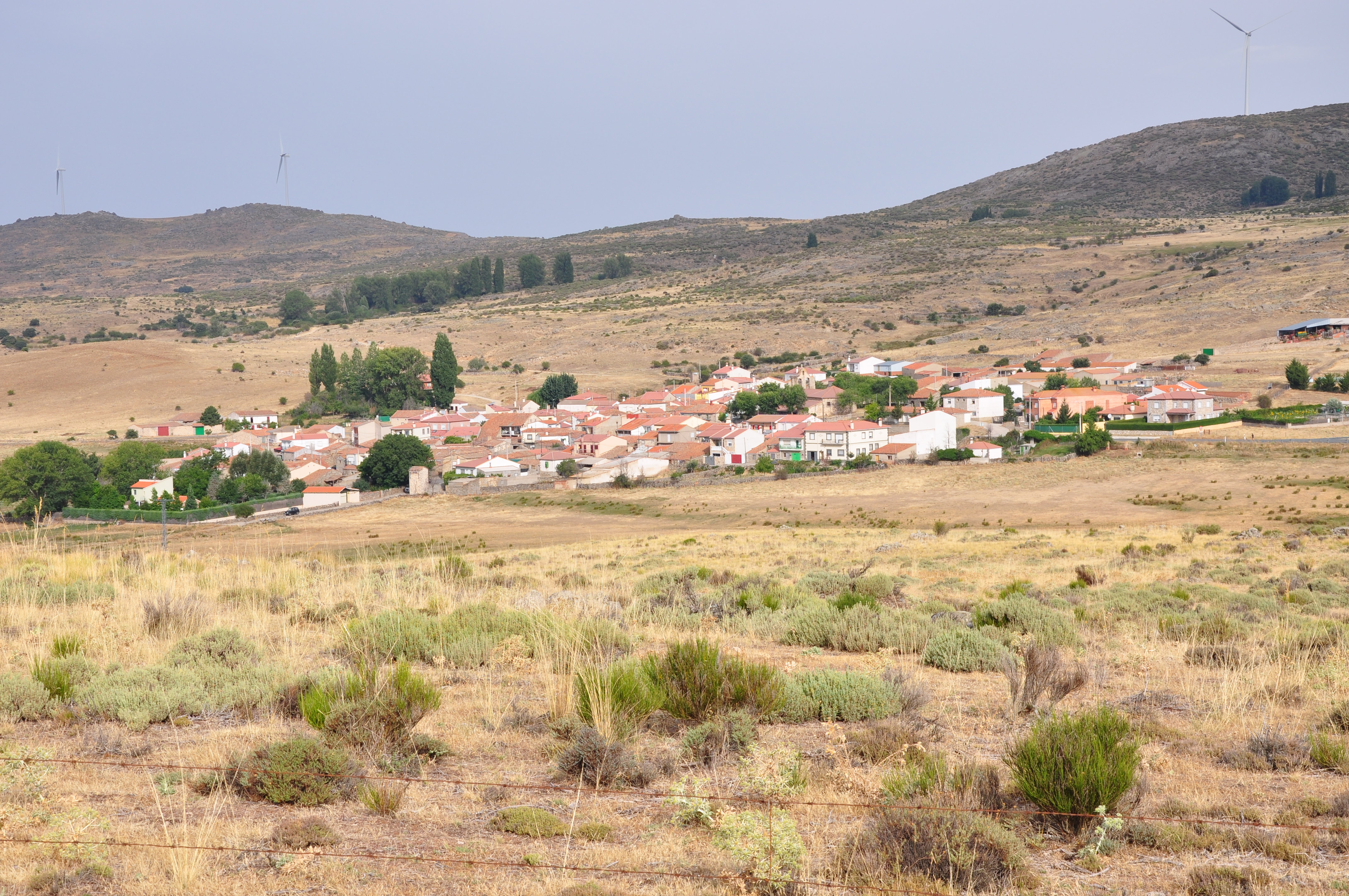
Panorámica desde el sur
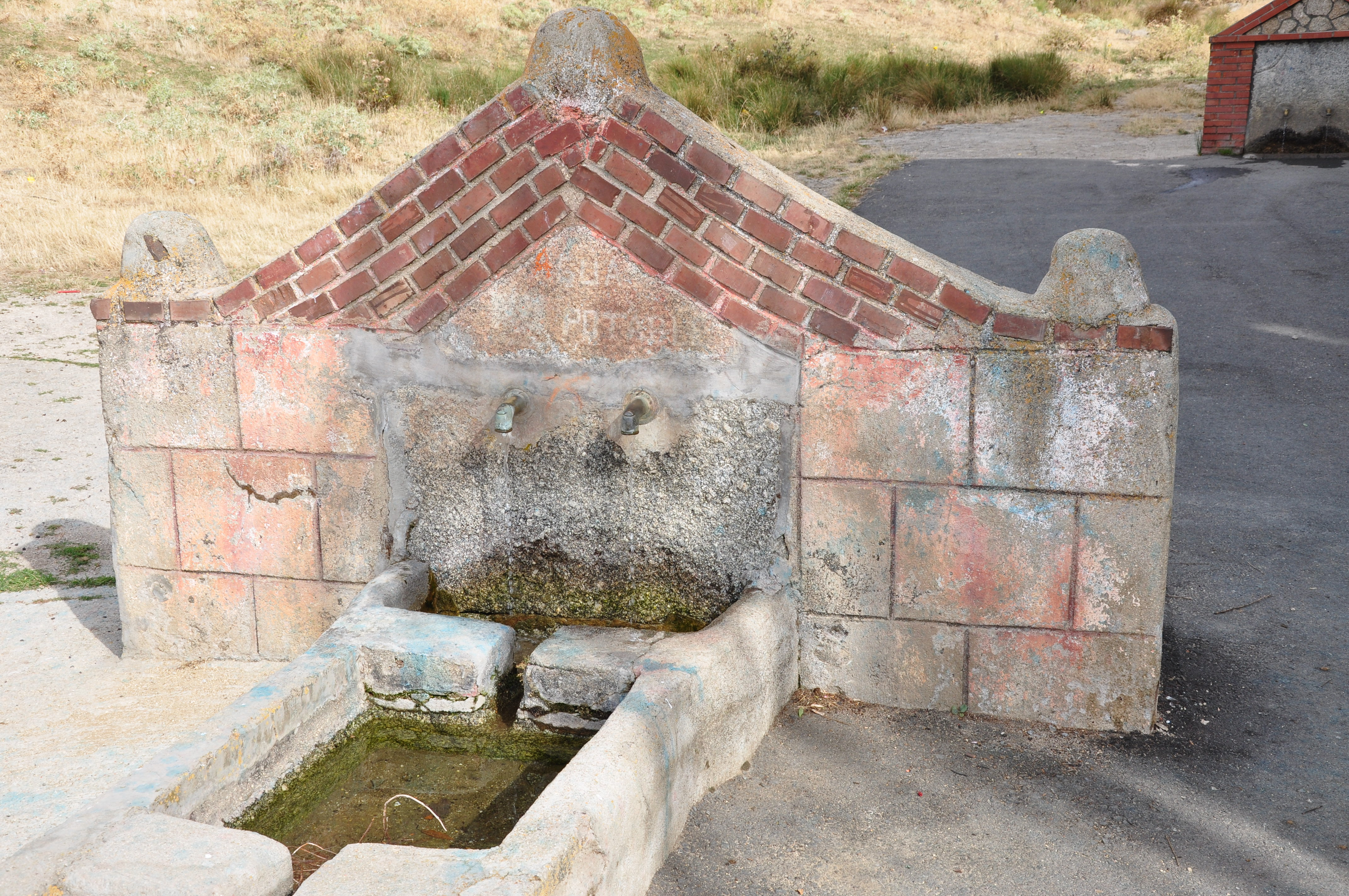
Los Caños
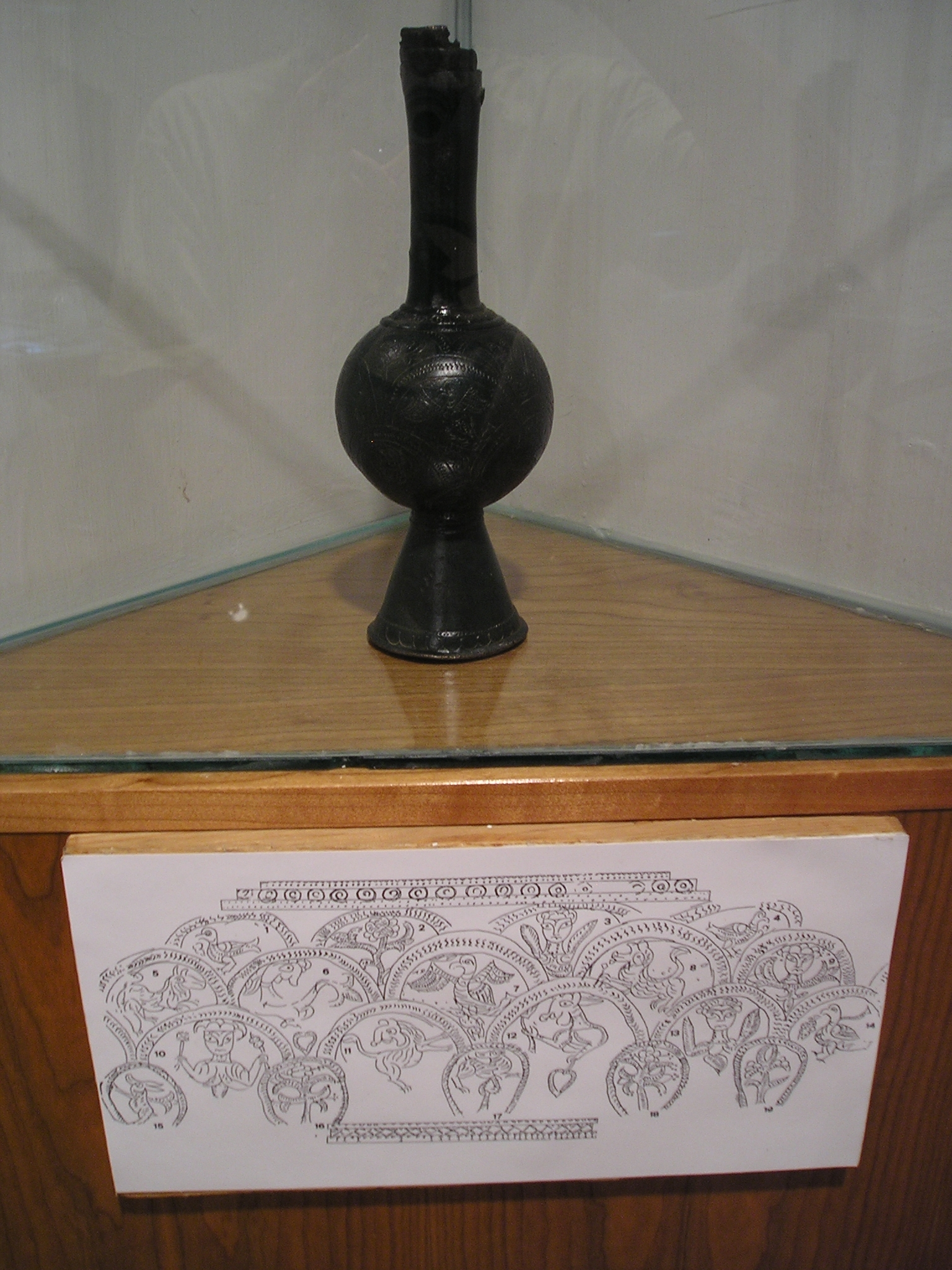
Jarro visigodo o mozárabe procedente de  San Simones en la Dehesa de San Muñoz, Balbarda, hoy en el Museo de Ávila